# Taufik Zi’ad
Taufik Zi’ad (hebr.: תאופיק זיאד, arab.: توفيق زياد, ang.: Tawfiq Ziad, Tawfik Zayyad ur. 7 maja 1929 w Nazarecie, zm. 5 lipca 1994) – izraelski poeta, pisarz, samorządowiec i polityk narodowości arabskiej, burmistrz Nazaretu, w latach 1974–1990 oraz 1992–1994 poseł do Knesetu z list Rakach i Hadaszu.

## Życiorys
Urodził się 7 maja 1929 w Nazarecie w ówczesnym Brytyjskim Mandacie Palestyny.
Ukończył szkołę średnią. Wydał kilka tomów poezji oraz dwie książki.
Był burmistrzem Nazaretu. W wyborach w 1973 po raz pierwszy został wybrany posłem z listy komunistycznej Rakach. W ósmym Knesecie zasiadał w komisjach służby publicznej oraz edukacji i kultury. Pod koniec kadencji Rakach po wspólnie z innymi organizacjami powołała nowe ugrupowanie – Hadasz i od tego czasu Zi’ad zasiadał w ławach Knesetu jako poseł tej partii. W kolejnych wyborach uzyskał reelekcję, a w IX Knesecie zasiadał w komisji edukacji i kultury. Zdobywał mandat poselski w 1981, 1984 i 1988 przez cały ten czas zasiadał w komisji spraw wewnętrznych i środowiska.
14 lutego 1990 zrezygnował z zasiadania w parlamencie, a mandat objął po nim Muhammad Naffa. Powrócił do Knesetu w wyborach w 1992. W trzynastym kadencji ponownie zasiadał w tej samej komisji stałej, był też członkiem komisji specjalnej ds. nadużywania alkoholu i narkotyków. Zmarł w trakcie kadencji 5 lipca 1994. Jego miejsce w parlamencie zajął Salih Salim.